# Radio Luxembourg

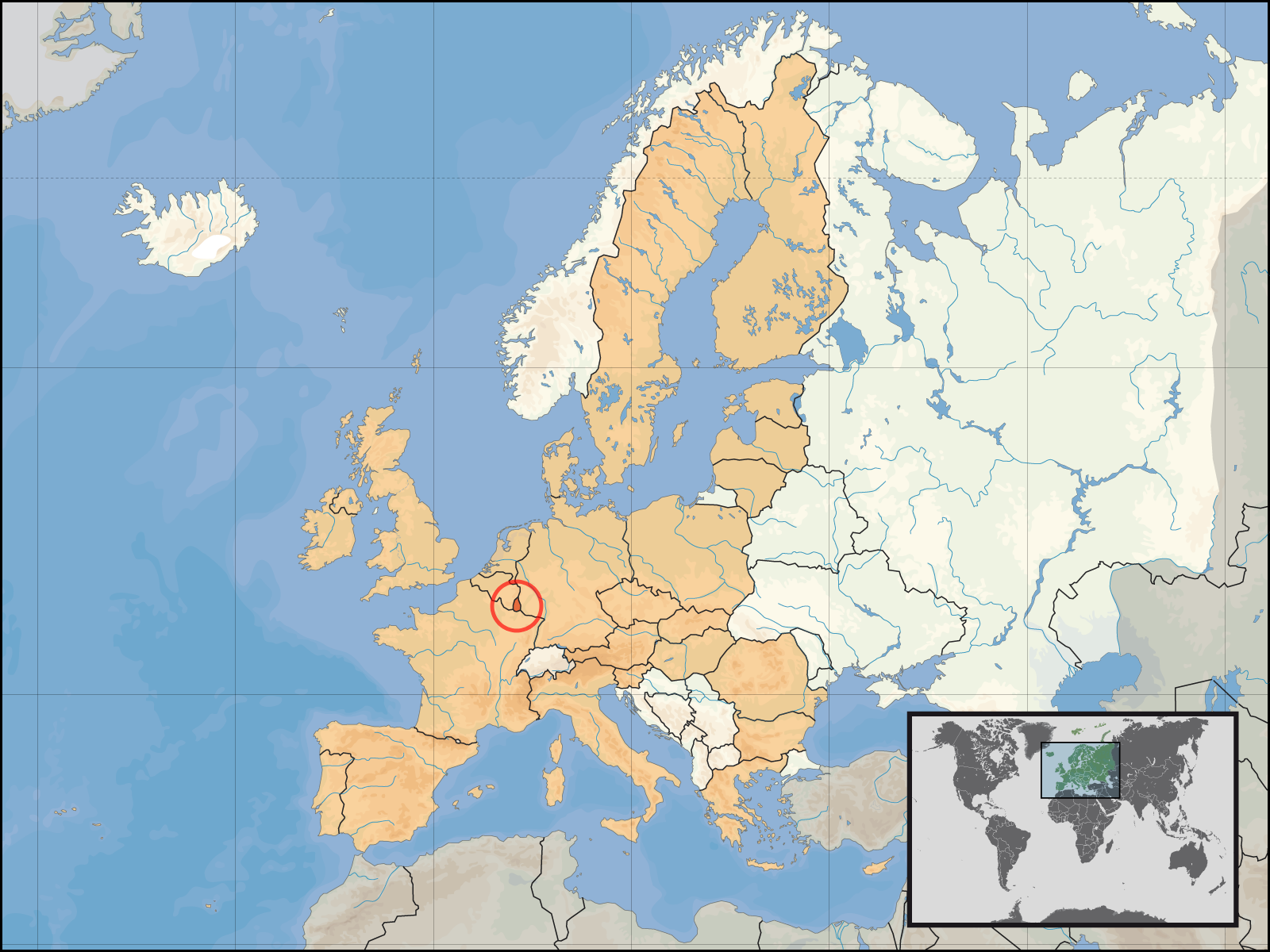
Luxemburg, a név-adó

A Radio Luxembourg kereskedelmi rádió volt, amely, idővel digitális formában, 2010-ig sugározta adását. A legtöbb nem angol nyelvterületen RTL (Radio Television Luxembourg) néven ismert.
A Radio Luxembourg angol nyelvű szolgáltatása 1933-ban indult, az Egyesült Királyságba és Írországba sugárzó, egyik legkorábbi, kereskedelmi rádióállomásként. Lehetőséget talált a brit jogszabályok megkerülésére, amelyek 1973-ig a BBC-nek monopóliumot biztosítottak a rádiózás terén az Egyesült Királyság és Írország területén, és tiltották a reklám minden formáját a brit rádiófrekvenciákon. A Radio Luxembourg a világ legnagyobb hatótávolságú, magántulajdonban lévő rádióadójával büszkélkedhetett, megközelítőleg 1300 kW-on sugárzott a középhullámon.
Népszerű szórakoztató műsorainak az 1930-as évek végén, majd az 1950-es és 1960-as években óriási hallgatósága volt. Arra is volt példa, hogy rádiós hallgatottsága meghaladta a BBC hallgatottságát. A Radio Luxembourg Nagy-Britannián és Írországon túl is számos országban örvendett hatalmas népszerűségnek Nyugat-Európától Magyarországon keresztül egészen Kelet-Európáig. A hidegháború idején a Szabad Európa Rádióval együtt a Keleti blokkra gyakorolt politikai és könnyűzenei hatása is számottevő volt.
Fontos előfutára volt a kalózrádiózásnak és a modern kereskedelmi rádiózásnak egyaránt.
Az RTL Group (hivatalos nevén Radio Television Luxembourg Group), amelynek gyökerei, mint neve is mutatja, a Radio Luxembourgig vezetnek vissza, egészen 2010 júliusi eladásáig közvetítette az akkor Five néven ismert brit televíziós csatornáján a klasszikussá vált rádióállomás műsorait.

## Előzmények
1922-ben a brit kormány kizárólagos műsorszórási engedélyt adott a British Broadcasting Companynak, amelynek részvényei brit és amerikai áramszolgáltató vállalatok tulajdonában voltak. Bár elméletileg reklámokat is értékesíthetett volna a rádióadó, ehelyett bevételei a tulajdonosok által gyártott, saját márkájú, engedélyezett, rádióvevőkészülékek eladásából és előfizetési díjakból származtak. 1925-re a BBC már az ország 85 százalékán fogható volt, evvel a lefedettséggel élen járt Európában.
Ez az exkluzivitáson alapuló konstrukció 1927-ben járt le. A British Broadcasting Company vagyonát ekkor eladták az új, közszolgálati British Broadcasting Corporationnek (BBC), amely V. György brit király felhatalmazása alapján működött.
Mivel az Egyesült Királyságon belülről nem volt lehetőség kereskedelmi műsorszórásra, ezért Leonard F. Plugge – a Brit Királyi Légierő egykori kapitánya, üzletember (1935-től pedig konzervatív párti parlamenti képviselő) – létrehozta saját műsorszó vállalatát, az International Broadcasting Company-t, amely a kontinentális Európa rádióadóin bérelt műsoridőt, és a műsort aztán angol nyelvű kereskedelmi rádióként közvetítette a brit és az ír hallgatóknak. Mivel Plugge sikere demonstrálta, hogy a BBC-hez hasonló állami monopóliumokat meg lehet törni, ezért másokat is vonzott egy ilyen új profilú, kereskedelmi rádióállomás létrehozásának gondolata.

## Születés
1924-ben François Anen rádiótechnikus 100 wattos adót épített otthonában, a Luxemburgi Nagyhercegségben. Két éven belül a luxemburgi kormány megegyezett, hogy támogatja az állomást, ha katonai zenei koncerteket és luxemburgi nyelven előadott színdarabokat is sugároz. Nyugat-Európában, központi fekvésével, a nagyhercegség ideális helyszín volt számos nemzet, köztük az Egyesült Királyság felé történő rádióközvetítésekhez.
Anent Plugge kapitány tevékenysége inspirálta, aki más országokban engedélyezett adók segítségével angol nyelvű rádióműsorokat sugárzott Nagy-Britanniába és Írországba, melyek kormányai nem engedélyezték a kereskedelmi műsorszórást. 1929. május 11-én létrehozott egy főleg francia vállalkozókból álló csoportot, hogy megalakítsák a La Société Luxembourgeoise d'Études Radiophoniques-ot, mint lobbycsoportot, hogy elérjék a luxemburgi kormánynál a kereskedelmi műsorszórás engedélyezését.
1929. december 24-én a luxemburgi kormány törvényt fogadott el, amely a rádióműsor-szolgáltatás kizárólagos koncessziójáról rendelkezett a nagyhercegségen belül. A törvény hatálybalépését követően egy évvel, 1930. december 29-én a 25 évre szóló koncessziót a lobbycsoportnak ítélték oda, azzal a feltétellel, hogy a rádióállomás nyereségének 30 százalékát a luxemburgi kormánynak be kell fizetniük. A győztes lobbycsoport ezt követően 1931. május 30-án létrehozta a François Anen és Henry Etienne francia szerkesztők és Jean le Duc francia mérnök vezette Compagnie Luxembourgeoise de Radiodiffusion-t, mely elnevezést aztán a rádióadásokban Radio Luxembourgra rövidítettek.
1932 májusában a Radio Luxembourg nagy teljesítményű, közvetlenül Nagy-Britanniára és Írországra irányuló próbaadásokba kezdett. A brit kormány reakciója ellenséges volt, mivel az e tesztekhez használt hosszúhullámú sáv olyan jelet közvetített, amely messze felülmúlta mindazt, amit korábban az országon kívülről fogtak. A brit kormány azzal vádolta a Radio Luxembourgot, hogy "kalózkodik" az általa tesztelt különböző hullámhosszokon. Az állomás úgy tervezte, hogy 1933. június 4-én megkezdi a rendszeres adásokat, de a panaszok miatt a Radio Luxembourg folyamatosan változtatta a hullámhosszát. 1934. január 1-jén egy új nemzetközi egyezmény, a Luzerni Egyezmény lépett életbe, amelyet a luxemburgi kormány nem volt hajlandó aláírni, és nem sokkal később a Radio Luxembourg vasárnaponként 8 óra 15 perctől éjfélig, a hét többi napján pedig különböző időpontokban kezdte meg az angol nyelvű adások rendszeres sugárzását.
A Radio Luxembourg a francia és az angol nyelvű adását egy új, 200 kW-os adón a 230 kHz-es (1304 méter) hosszúhullámú sávon kezdte meg. Az angol nyelvű szolgáltatást az egyesült királyságbeli Radio Publicity (London) Ltd-nek adták bérbe. 1933 decemberében a Radio Publicity (London) a 23 éves Stephen Williamst áthelyezte a Radio Parison keresztül sugárzott angol nyelvű műsorainak irányításából, hogy a Radio Luxembourg angol nyelvű szolgálatának első vezetője legyen. 1932-től Eva Siewert német újságírónő és LMBT-aktivista főszerkesztőként és háromnyelvű főszóvivőként dolgozott a német, angol és francia nyelvű állomáson.

## Történet a második világháború végéig

### 1933-1939
Az 1933 és 1939 közötti években a Radio Luxembourg angol nyelvű szolgáltatása nagy hallgatottságot szerzett az Egyesült Királyságban és más európai országokban, a kereskedelmi műsorokat vasárnaponként déltől éjfélig, a hét többi napján pedig különböző időpontokban sugározták. A britek mintegy 11 százaléka hallgatta hétközben, és a luxemburgi könnyűzenei és varieté műsorokat részesítették előnyben a BBC-vel szemben. A britek akár fele is ezt tette 10 óra15 perc előtt hétköznapokon, amikor a BBC nem sugárzott, és hétvégén, amikor csak komoly és vallási műsorokat adott.
A BBC és az egymást követő brit kormányok továbbra is ellenezték a versenyt, arra hivatkozva, hogy a Radio Luxembourg nem engedélyezett frekvenciát használ. Mivel az állomás nem használhatta a General Post Office telefonvonalait, hogy Londonból sugározzon, sok angol nyelvű műsort ott rögzítettek, és Luxemburgba repültek. Az ellenállás ellenére 1938-ra számos brit cég hirdetett a Radio Luxembourgban és a Radio Normandy nevű európai társadóban. Az állomások így britek és brit vállalatok millióit ismertették meg a kereskedelmi rádiózással, ami hozzájárult az Egyesült Királyságban az első független kereskedelmi hálózat, az Independent Television (ITV) létrehozásához 1955-ben.

### 1940-1945
1939. szeptember 21-én a luxemburgi kormány bezáratta a rádióállomást, hogy megvédje az ország semlegességét a második világháború alatt. Az állomást és annak adóit 1940-ben a megszálló német erők vették át angol nyelvű propaganda adásokra használták. Amikor a szövetséges erők 1944 szeptemberében elfoglalták Luxemburgot, az állomás az amerikai hadsereg irányítása alá került, és a háború hátralévő részében propaganda célokra használták.

## Monopol helyzetben

### 1946-1956
Amikor a második világháború végén a szövetséges fegyveres erők visszaadták a Radio Luxembourg épületét, az angol nyelvű szolgálat megpróbálta újraindítani az adásokat az Egyesült Királyságba, mint teljes munkaidős kereskedelmi rádióállomást az európai hosszúhullámú sávban, ismét Stephen Williams vezetésével.
A háború alatt Geoffrey Everitt utolsó hónapjait Luxemburgban töltötte, és ez vezetett ahhoz, hogy 1946. június 21-én Stephen Williams alkalmazta. Williams hamarosan elhagyta az állomást, Everitt pedig egy három nőből és egy férfiból álló kis stábot irányított. Az angol nyelvű reklámok hiánya miatt a hosszúhullámú reggeli műsorok gyorsan eltűntek, és helyet adtak a francia nyelvű műsoroknak. Ezt további megszorítások követték, és ez a reggeli, délutáni és esti angol nyelvű műsorok nagyobb részének csökkentéséhez vezetett.
Az 1950-es évek elejére az angol nyelvű szolgáltatás reklámbevétele ismét növekedni kezdett, és míg kezdetben az angol nyelvű műsorok egy része a Radio Luxembourg I hosszúhullámon keresztül folytatódott, egy második, de kevésbé erős hullámhosszon, a Radio Luxembourg II középhullámon nyílt meg. A Radio Luxembourg angol nyelvű műsorai 1951. július 2-án a hosszúhullámról a később fogalomszámba menő 208 méteres (1439 kHz) középhullámú frekvenciára kerültek át. Az állomás műsorszórási frekvenciáival kapcsolatos vitát az 1948-as Koppenhágai Szerződés oldotta meg (amelyet ezúttal a luxemburgi kormány is aláírt), amely két nagy teljesítményű frekvenciát osztott ki az országnak, az egyiket hosszúhullámon, a másikat középhullámon. Végül az összes angol nyelvű program a középhullámra került, a hosszúhullámot a francia nyelvű műsoroknak tartották meg, míg a német, holland és más nyelvek szintén a középhullámot használták napközben.
1955-ben Hal Lewis, aki a hawaii KPOA rádióállomáson J. Akuhead Pupule néven volt ismert (és később 1965-ben a hawaii Honolulu-i KGMB reggeli DJ-je lett), felajánlotta, hogy megvásárolja a reggel 6-tól 9-ig tartó reggeli időt saját műsorának a 208-on, de ajánlatát elutasították. A 208-as jelet csak sötétedés után lehetett kielégítően fogni az Egyesült Királyságban, amikor az ionoszférába csapódott és visszapattant a Brit-szigetekre.
Ez volt az a második hullámhossz, amely végül az angol nyelvű műsoroké lett este 6 óra után a "208 – A sztárok állomása" szlogen alatt, utalva az állomáson hallható előadóművészekre.
A Radio Luxembourg menedékként szolgált a korábban a BBC-n hallható sztárok és műsorok számára is, akikkel a BBC valamilyen okból kifolyólag összeveszett. Így amikor 1951-ben a BBC azt akarta, hogy Vera Lynn, az egyik legnagyobb énekes sztár, a hagyományos repertoárjánál pörgősebb anyagokat adjon elő, ő ezt visszautasította, és helyette 42 műsor felvételére szerződött Luxemburgba, ami, mint mondta, jobban is fizetett. Hasonlóképpen, a BBC által hat év után megszüntetett Much-Binding-in-the-Marsh című vígjátéksorozat 1950-51-ben egy időre a Radio Luxembourghoz került, mielőtt a BBC engedett volna, és újraindította volna a műsort.
1956. április 7-én a Billboard magazin arról számolt be, hogy "a WINS Radio szerződést kötött Harry Alan Towers-szel a londoni Towers of Londonból, hogy Alan Freed DJ szombat esténként egy különleges, magnóra rögzített 1/2 órás rock and roll lemezműsort adjon a Radio Luxembourgon keresztül, amelyet Nyugat-Európa legtöbb országába sugároznak".

### 1954-1963
Miután a Radio Luxembourg I angol nyelvű műsorait egyesítették a Radio Luxembourg II új angol nyelvű szolgáltatásával a 208 méteres középhullámon, az állomás neve Radio Luxembourg lett. Egy brit vállalat, a Radio Luxembourg (London) Ltd. irányította a műsorok tartalmát és értékesítette a reklámidőt.
Az állomás szürkületkor történő bejelentkezési ideje nyáron és télen változott, hogy a lehető legnagyobb hasznot lehessen húzni, a vétel Észak-Angliában volt a legerősebb. Azzal, hogy a szolgáltatást az éjszakai órákra korlátozták, az értékesítési ügynökök a rendelkezésre álló műsoridő nagy részét el tudták adni mind a reklámspotok, mind a szponzorált műsorok számára.
Egyes műsorokat a "rezidens bemondók" csapata élőben közvetített a luxemburgi stúdióból, míg másokat a vállalat brit stúdiójában, a londoni Hertford Street 38-ban (London W1) előre felvettek. Ezt soha nem tették világossá a hallgatók számára, akikben azt a téves benyomást kelthették, hogy az összes műsorvezető a nagyhercegségből sugároz, vagy pedig azt feltételezhették, hogy az összes műsort Londonban rögzítették.
Ebben az időszakban a Radio Luxembourg és a BBC között, amelyek esküdt ellenségek voltak, a hallgatás stratégiája működött, és egyikük sem említette a másik létezését sem, noha sok híres név jelent meg mindkettőben, gyakran szinte egyszerre.
Ebben az időszakban, és különösen 1960 körül, a rádió egyre inkább a növekvő tizenéves piacot célozta meg, és egyre nagyobb hangsúlyt fektetett a popzenére. A drámai produkciók, a vígjátékok, a varieté és a sportműsorok teljesen eltűntek. Nagyjából 1963-ra az állomás szinte teljes műsorkínálata a könnyűzenére épült; a középkorúak "családi szórakoztatásának" esti közönsége ekkorra már nagyrészt a rádióból a televízióba vándorolt.

## Popzenerádió

### 1964-1967
A Radio Luxembourg monopóliumnak örvendett az angol nyelvű kereskedelmi rádióműsorok területén az Egyesült Királyságban, egészen amíg 1964 márciusában a Radio Caroline meg nem kezdte a nappali kereskedelmi adásokat Dél-Angliába egy hajóról, amely kevesebb mint négy mérföldre horgonyzott le Essex partjainál (az állomás később szerzett egy második hajót, és az elsőt az Ír-tengerre helyezte át). A Caroline elsődleges vételi területein a földhullámú jele erős volt, és a nappali órákban nem gyengítette az interferencia. Az első tengeri állomás sikerét hamarosan továbbiak követték, amelyek többnyire Essex partjairól vagy a Temze torkolatvidékéről sugároztak. Ezeket az adásokat később egész napra kiterjesztették, és sokféle műsorformátumot sugároztak, bár a lpopzene dominált.
A verseny hatására a Radio Luxembourg fokozatosan felhagyott az előre felvett, szponzorált műsorokkal a rugalmasabb folytonosság érdekében. Az új formátum főleg reklámszpotokkal megszakított popzenére alapult, amelyeket a luxemburgi rezidens lemezlovasok – akik közül néhányat a külföldi állomásokról toboroztak – élőben adtak elő.
1967 augusztusában a brit törvényhozás elfogadta a Marine Broadcasting Offences Act  törvényt, amely a két Caroline rádióállomás kivételével az összes „parton kívüli” kereskedelmi rádiót ellehetetlenítette, mivel megszüntette a kereskedelmi reklámok értékesítésének lehetőségét az Egyesült Királyságban. Az offshore, "kalózrádiók" bezárásával párhuzamosan a brit kormány utasította a BBC-t, hogy hozza létre saját, a megszűnő rádióállomásokhoz hasonló profilú, nem kereskedelmi rádióját Radio 1 néven.  A Radio 1 1967 szeptember végén kezdte meg adásait. Miközben Luxemburg ismét majdnem magáénak tudhatta az egész Egyesült Királyság kereskedelmi éterét, a műsoridő továbbra is az esti és éjszakai órákra korlátozódott.

### 1968-1988
1968 közepére a két Caroline offshore rádióállomás is abbahagyta a műsorsugárzást, és bár a hetvenes évek elején más kísérletek is történtek az Egyesült Királyságot célzó offshore kereskedelmi rádióadások újraindítására, Luxemburgnak nem kellett szembenéznie kereskedelmi versennyel, csupán a BBC egyre gazdagabb kínálata hozott viszonylagos hallgatószámcsökkenést. Az 1960-as évek végén Luxemburg egy ideig úgy reklámozta magát, hogy "The O.I.S. – the Only Independent Station on the Air" („Az egyetlen független rádióállomás”). 1973-ban a BBC rádiómonopóliumának az Egyesült Királyságon belül végleg véget vetett egy új jogszabály, amely lehetővé tette a független helyi rádiózást, amelyet a reklámidő eladásából finanszíroztak.
1983-ban a Radio Luxembourg fennállásának már az ötvenedik évfordulóját  ünnepelte, miközben az új brit kereskedelmi rádiók folyamatosan faragtak a 208 hallgatói számából, és a reklámjaiból, miközben a brit partoktól távolabb új rádióhajók adásaival kellett ismét versenyezni.
Az 1980-as években az állomás egyik szlogenje a "Planet earth's biggest commercial radio station" "A Föld bolygó legnagyobb kereskedelmi rádióállomása" volt.

### 1989-1992
1989-ben az új közönség megszerzésének reményében az angol nyelvű Luxemburg az 1950-es évek eleje óta először tért vissza nappali műsorrenddel, de ezúttal a skandináv közönséget célozta meg, és az Astra 1A műholdon egy 24 órás sztereó transzpondert használt, amely kiegészítette a 208 analóg éjszakai szolgáltatást. A 208 végül 1991. december 30-án hajnali 3 órakor (GMT) véget ért (az állomás egy évvel később, amikor a digitális szolgáltatás véglegesen megszűnt, egy éjszakára visszatért az analóg 208/1440-re), és az utolsó lemez Van Morrison "In the Days Before Rock and Roll" című dala volt (ezt elsősorban a rádióállomás említése miatt választották), mielőtt az "At the End of the Day" (az egyik záródaluk) felcsendült volna az óra tetején (bár DJ Jeff Graham azt mondta, hogy az eredeti záródalt fogják játszani, valójában az volt az eredeti dal, de egy későbbi változatot használt az állomás, mivel az eredeti nem volt fellelhető, az "It's Time To Say Goodnight"-ot). Az állomás ezután kizárólag műholdas és rövidhullámú (15350 kHz) adásra váltott, az első játszott dalok a "When Will You (Make My Telephone Ring)" a Deacon Blue-tól és az "Always" az Atlantic Starr-tól.
A műholdas és rövidhullámú szolgáltatás 1992. december 30-án éjfélig tartott. A búcsúéjszakát különböző állomásokon, köztük a régi 208-as hullámhosszon közvetítették. A Van Morrison-dal volt az utolsó előtti felvétel azon az éjszakán, amelyet Marion Montgomery "Maybe the Morning" című dala követett.
A 208-as szolgáltatás ettől kezdve német nyelvű oldies szolgáltatást közvetített, amely "RTL Radio – Der Oldiesender" néven azonosította magát. A Radio Luxembourg angol nyelvű szolgálata által használt hullámhosszok és frekvenciák az évek során változtak, de a 208 volt messze a leghosszabb ideig használt hullámhossz és egyben a leghíresebb.

## Utódok

### Atlantic 252
1989-ben a Radio Luxembourg anyavállalata, az RTL Group összefogott a Raidió Teilifís Éireann-nal, hogy létrehozzák az Atlantic 252-t, egy angol nyelvű, hosszúhullámú popzenei csatornát, amelynek székhelye Írországban van, és amelynek reklámtartalma az Egyesült Királyság közönségét célozza. Ez kezdetben csak este 7 óráig sugározta adását, és egy olyan bemondással zárult, amely kifejezetten arra ösztönözte a hallgatókat, hogy váltsanak az 1440 kHz-es középhullámú Radio Luxembourgra. Az Atlantic 252 körülbelül akkor állt át a 24 órás adásokra, amikor a Radio Luxembourg leállította középhullámú adásait. Az Atlantic 252 2002-ben megszűnt, és a hosszúhullámú frekvenciát ma az RTÉ Radio 1 használja. Az Atlantic 252 és a Radio Luxembourg műsorvezetői között megtalálható Jeff Graham, Cass Jones és SandyBeech. Henry Owens hangja is hallható volt mindkét állomás promócióiban az 1990-es évek elején.

### Radio Luxembourg (digitális)
2005-ben indult el az RTL Group angol nyelvű klasszikus rock digitális adója, a Radio Luxembourg. Rövid ideig az Egyesült Királyságban DRM adapterrel (Digital Broadcasts Over Shortwave – digitális adás rövidhullámon) segítségével volt elérhető, de az adóteljesítményt csökkentették, és 2008-ban már nem volt fogható Luxemburgon kívül (mára lényegében csak egy tesztadás). A digitális állomás továbbra is az interneten keresztül sugároz. Mind az állomás, mind a honlapja számos utalást tesz a régi 208-as szolgáltatásra.

### Channel 5
Az RTL Group, a Radio Luxembourg anyavállalata, az 1997-ben indított brit Channel Five földfelszíni analóg televíziós csatorna alapító, kisebbségi részvényese volt. Az RTL 2006-tól lett többségi tulajdonos, amikor a csatorna már "Five" néven alakult újjá. Ez egyike volt annak a több mint ötven televíziós csatornának, amelyet az RTL Európa-szerte birtokolt. Az RTL belgiumi, németországi és hollandiai televíziós csatornáival ellentétben, amelyek többsége kifejezetten RTL márkanévvel rendelkezik, a Five nem hangoztatta luxemburgi gyökereit az adásban. Az RTL 2010. július 23-án eladta a Five-ot Richard Desmondnak.

### RTL
A Radio Luxembourgot az RTL Group különböző európai tévécsatornáin is sugározták a földfelszíni analóg sugárzás megszünte után.

## Hatás a Keleti blokkra
A Radio Luxembourg egyike volt azon kevés kommunikációs csatornának, amelyen keresztül a Keleti blokk államaiban elérhető volt rockzene és más kortárs könnyűzenei műfajok hallgatása. Jó időjárási körülmények között, és különösen éjszaka, a magyarországi, kelet-csehszlovákiai, lengyelországi, észtországi és leningrádi emberek is hallgathatták az állomást, a Keleti blokk kormányai nem használtak zavaró jeleket, hogy megakadályozzák a Radio Luxembourg hallgatását. Ugyanakkor a Szabad Európa Rádió esetében igyekeztek zavarni az adásokat, és mivel az állomások harmonikus frekvenciákat használtak (1439 kHz Luxemburg esetében és 719 kHz a Szabad Európa esetében), a zavarás a Radio Luxembourg jelét is érintette. Bár a nyugati könnyűzenét a szocialista rendszerek nemkívánatosnak tartották, a jogi felelősségre vonás ritka volt, bár nem volt ismeretlen. A Keleti blokk országaiban élő fiatalok számára vonzó volt a szabadság illúzióját hirdető tiltott vagy megtűrt nyugati könnyűzene. Emiatt a két rádió műsorának illegális hallgatása sajátos lázadó társadalmi rituálévá vált. A Radio Luxembourg többek között a korabeli magyar és csehszlovákiai underground kultúrára és zenére is komoly hatást gyakorolt.

## Fordítás
Ez a szócikk részben vagy egészben  a   Radio Luxembourg című angol Wikipédia-szócikk ezen változatának fordításán alapul.  Az eredeti cikk szerkesztőit annak laptörténete sorolja fel. Ez a jelzés csupán a megfogalmazás eredetét és a szerzői jogokat jelzi, nem szolgál a cikkben szereplő információk forrásmegjelöléseként.